# کراکووکی-ووودکی
کراکووکی-ووودکی (به لهستانی:  Krakówki-Włodki) یک روستا در لهستان است که در گمینا گروجیسک واقع شده‌است. کراکووکی-ووودکی ۲۰ نفر جمعیت دارد.